# Železnice (okres Jičín)
Železnice (německy Eisenstadtel) je město v okrese Jičín v Královéhradeckém kraji necelých pět kilometrů severovýchodně od Jičína. Žije v něm přibližně 1 400 obyvatel. Historické jádro města je městskou památkovou zónou.

## Historie
Toto území bylo osídleno již v době kamenné, bronzové, železné i hradištní. Dokazují to hojné archeologické nálezy. Název Železnice má souvislost s vrchem Železný na jižní straně, kde se nachází železo, a s hradem, který patřil k nejstarším v severovýchodních Čechách, nazýval se někdy také Železnice nebo Isenberg. Hrad byl vystavěn na návrší v areálu bývalého hradiště nedaleko středověké Hradecké cesty. Na název  v písemných pramenech poprvé upomíná Čéč ze Železnice mezi roky 1180–1182.
První písemná zmínka o Železnici pochází z roku 1318, kdy ji vlastnil Ratibor ze Železnice. Roku 1599 se Železnice stala městysem a získala městský znak. Roku 1826 po druhém velkém požáru zde bylo vybudováno dnešní empírové historické jádro podle plánů stavitele Jana Hertnera. Jednou z významných událostí Železnice je bitva u Jičína – jedna z bitev prusko-rakouské války roku 1866. Bitvě u Jičína je věnována naučná stezka, která začíná v Jičíně a prochází všechna významná místa této události. V roce 1903 byly v Železnici otevřeny slatinné lázně, které byly využívány zejména k léčbě pohybové soustavy a to rašelinou z blízkého naleziště. Tentýž rok získala Železnice nádraží na železniční trati, Hradec Králové – Turnov. Roku 1911 povýšil císař František Josef I. Železnici na město.
Od 23. ledna 2007 byl obci vrácen status města.

## Obyvatelstvo
| Rok            | 1869  | 1880  | 1890  | 1900  | 1910  | 1921  | 1930  | 1950  | 1961  | 1970  | 1980  | 1991  | 2001  | 2011  | 2021  |
| -------------- | ----- | ----- | ----- | ----- | ----- | ----- | ----- | ----- | ----- | ----- | ----- | ----- | ----- | ----- | ----- |
| Počet obyvatel | 2 439 | 2 449 | 2 348 | 2 156 | 2 065 | 1 892 | 1 738 | 1 427 | 1 486 | 1 352 | 1 195 | 1 109 | 1 098 | 1 279 | 1 304 |
| Počet domů     | 389   | 395   | 370   | 374   | 398   | 406   | 422   | 453   | 407   | 385   | 367   | 480   | 502   | 523   | 523   |

## Městská správa

### Místní části
- Březka
- Cidlina
- Doubravice
- Pekloves
- Těšín
- Zámezí
- Železnice

Od 30. dubna 1976 do 23. listopadu 1990 k městu patřily i Kyje a Soběraz.

### Městské symboly
Vlajka byla městu udělena rozhodnutím předsedy Poslanecké sněmovny Parlamentu České republiky dne 5. října 2004.

## Pamětihodnosti
- Kostel svatého Jiljí
- Pozůstatky hradiště a hradu Železnice na vrchu Železný
- Muzeum
- Socha svatého Jana Nepomuckého naproti muzeu
- Socha svatého Floriána
- Sloup se sochou Panny Marie na náměstí Svobody
- Radnice na náměstí Svobody
- Studna
- Fara
- Pošta
- Mlýn Oldřicha Prášila – kompletně zařízený válcový mlýn; technická památka

## Rodáci
- Tavík František Šimon (1877–1942), český malíř, grafik a pedagog
- Jan Ladislav Sýkora (1852–1928), český římskokatolický teolog, kněz, novozákonní biblista, překladatel Nového zákona, vysokoškolský pedagog a rektor Univerzity Karlovy (1901–02)
- Vítězslav Šmejc (1905–1982), český spisovatel literatury pro mládež

Ve městě vyrůstal:
- Stanislav Rudolf (1932-2022), spisovatel

## Partnerská města
- Revo, Itálie

## Galerie

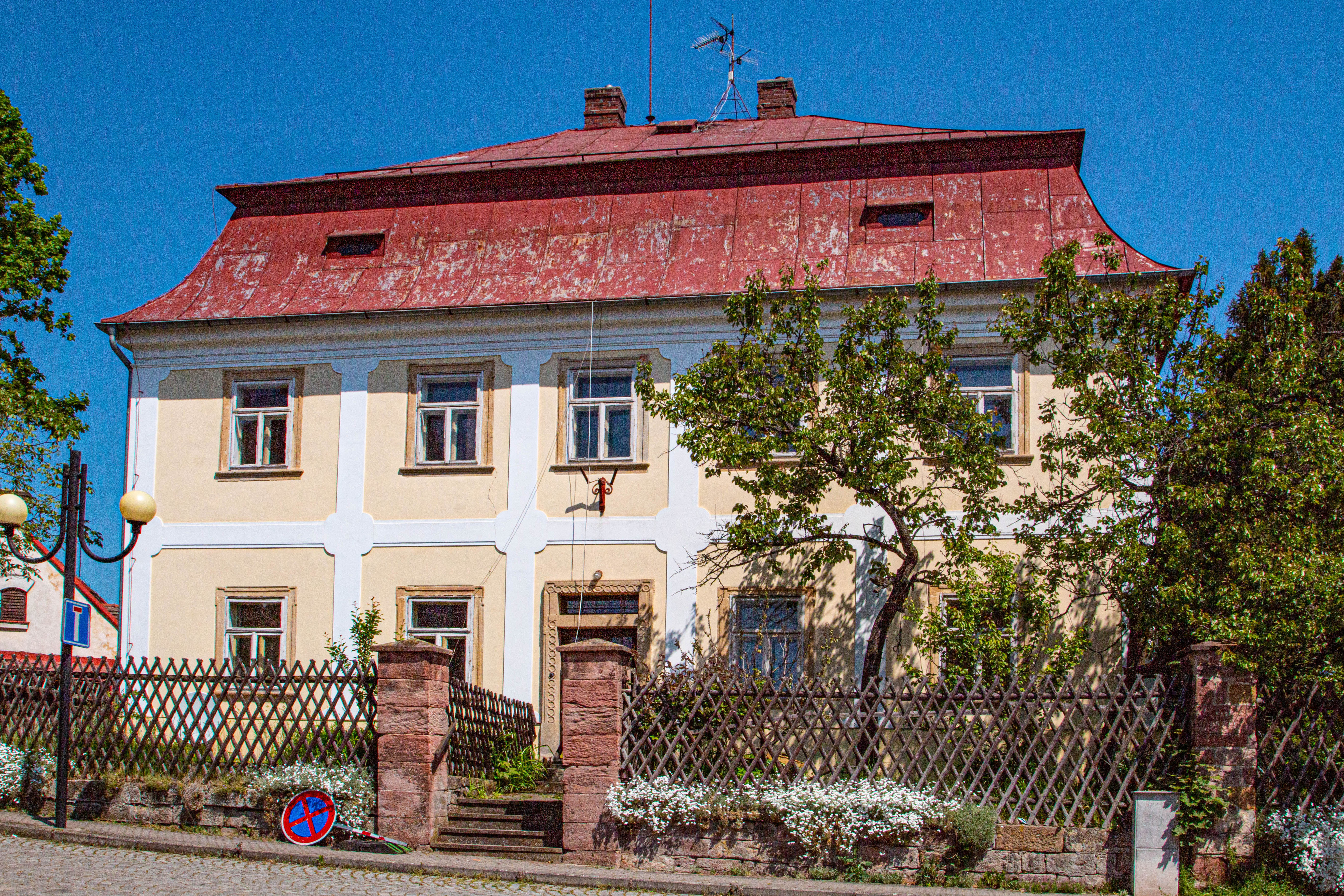
Fara
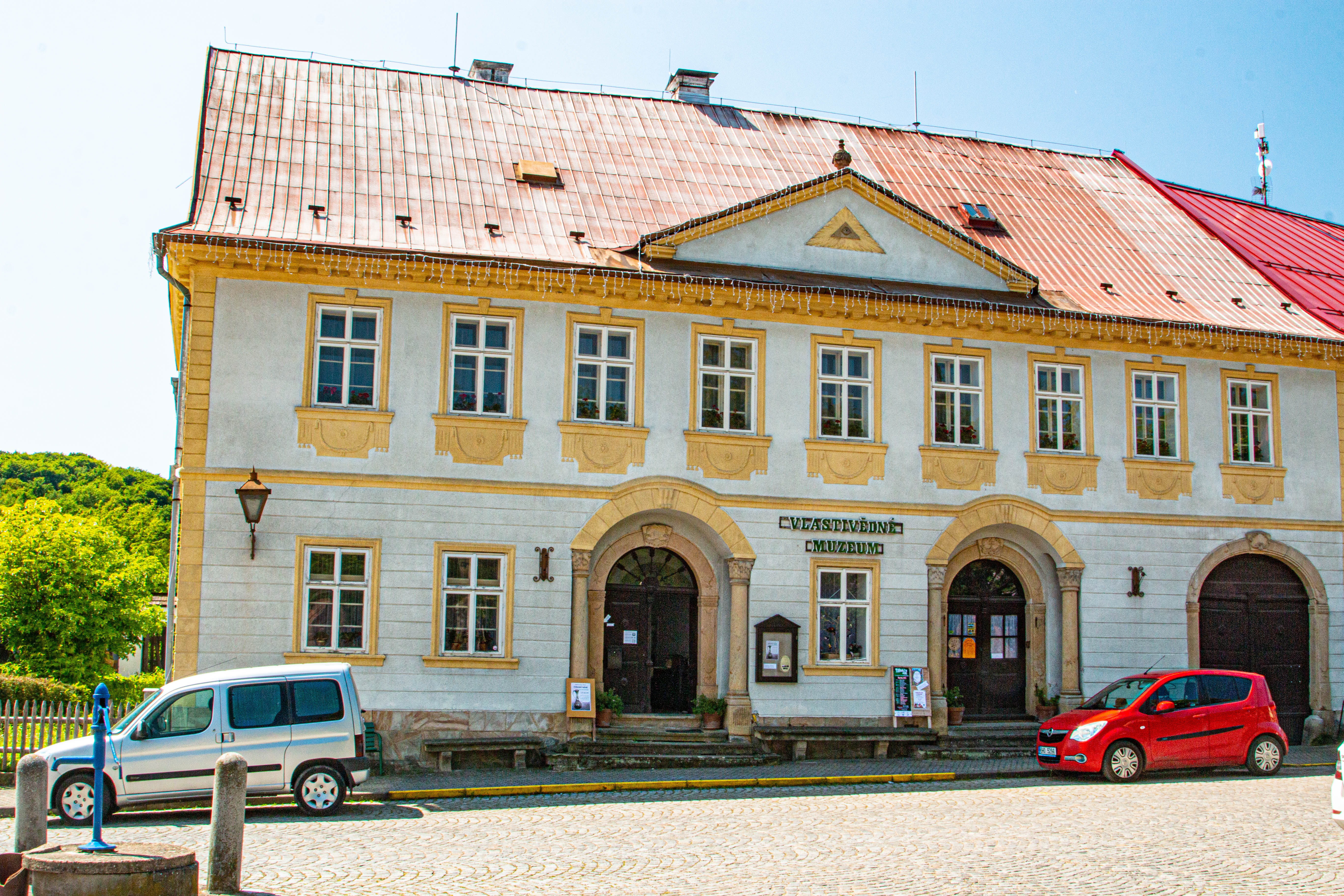
Vlastivědné muzeum
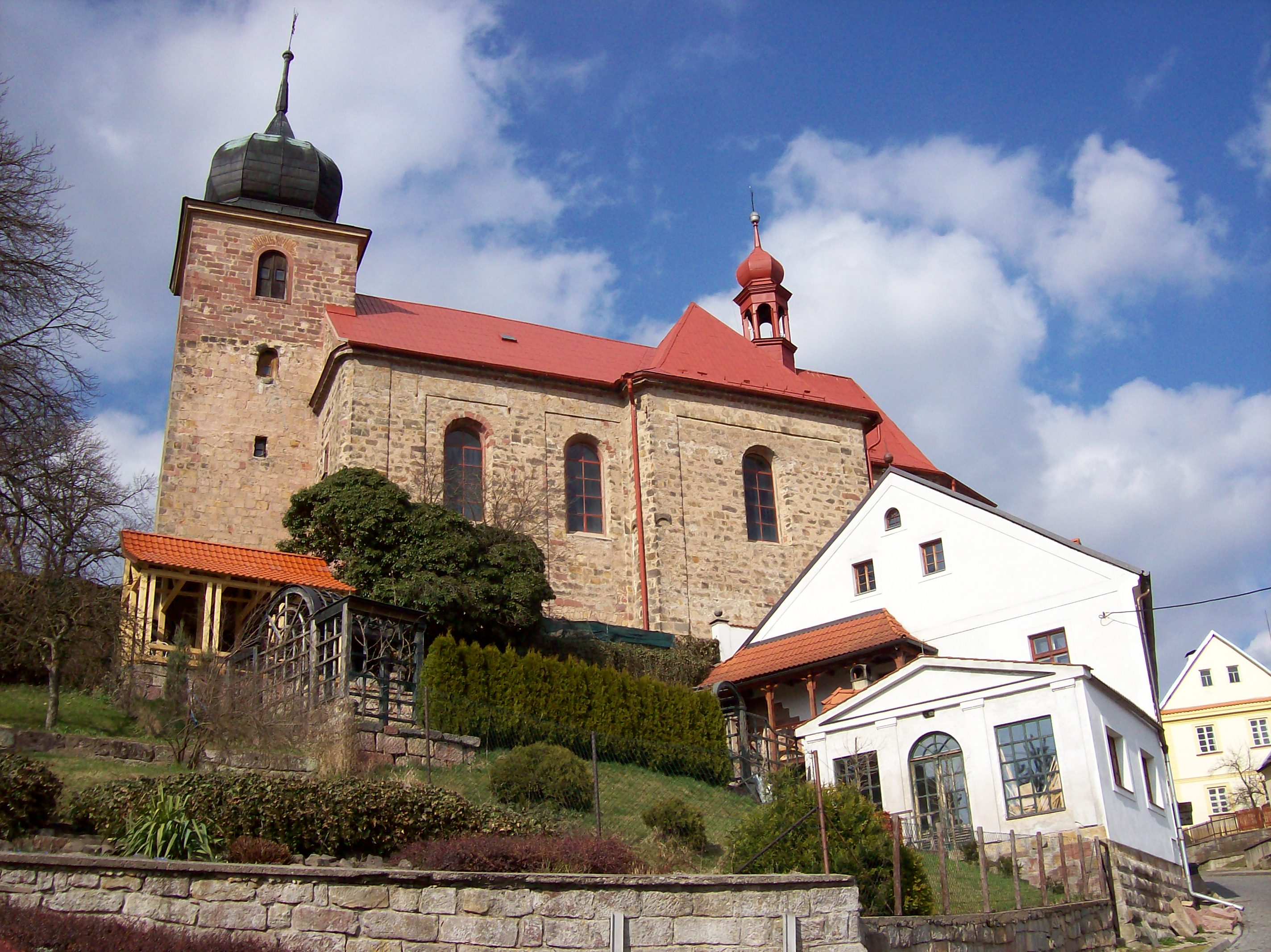
Kostel svatého Jiljí
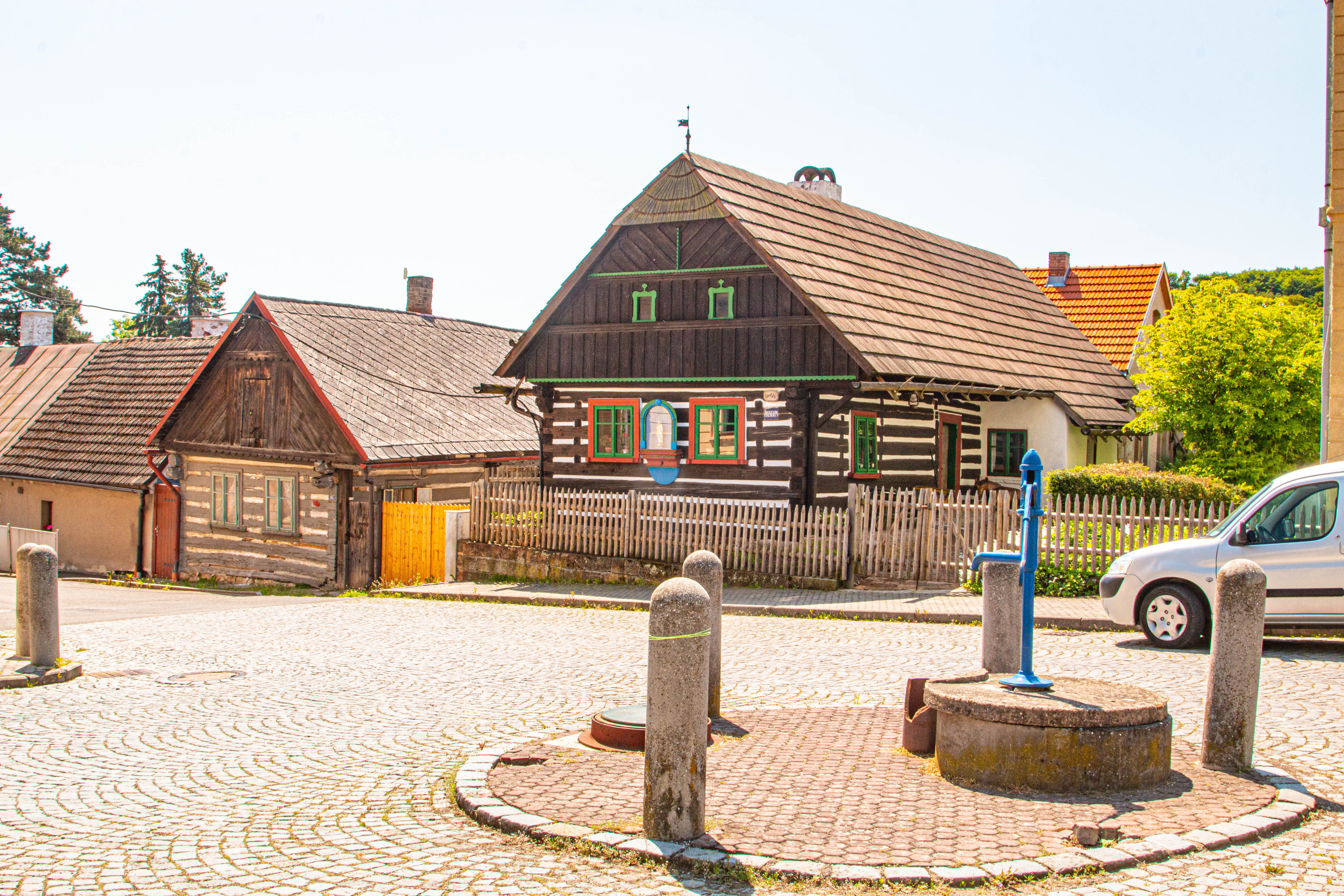
Dobové stavby vedle Vlastivědného muzea